# Tina Basich
Tina Basich (Sacramento, Kalifornia, 1969. június 29. –) amerikai hódeszkás.

## Pályafutás
Basich 1986-ban kezdett el hódeszkázni, amikor a sport még új volt. Nem csak arról nevezetes, hogy számos különböző versenyt nyert az 1980-as évek közepétől, hanem arról is, hogy részt vett a női hódeszkás ruhák és hódeszkák (köztük az egyik első profi női Sims Snowboard modell) tervezésében.

## Sikerek, érdekességek
- Az első női sportoló aki sikeresen hajtott végre backside 720 ugrást versenyen (az 1998-as Winter X Gamesen, Big Air kategóriában).
- Shannon Dunn-Downingnak és neki volt először női professzionális hódeszkája.
- A Boarding for Breast Cancer nevű rákellenes alapítvány egyik elindítója.
- Eltörte a jobb szárkapocscsontját egy 720°-os ugrás során a kaliforniai Mammoth síközpontban.
- A GKA nevű női akciósportműsor vezetője volt.
- Pretty Good for a Girl (Lány létére elég jó) címmel önéletrajzi könyve jelent meg.
- My Favorite Things (Kedvenc dolgaim) boltot nyitott a szülővárosában.
- Rövid ideig együtt járt Dave Grohllal

## Versenyeredmények
- 2000 G Shock Air és Style - Corner Challenge - 4. helyezés
- 2000 Sims Invitational hódeszka világbajnokság, Whistler - Big Air - 2. helyezés
- 1999 Boarding for Breast Cancer - Big Air - 1. helyezés
- 1998 Winter X Games - hódeszka Big Air - 1. helyezés
- 1998 Winter X Games - hódeszka Slopestyle - 6. helyezés
- 1997 Winter X Games - hódeszka Big Air - 3. helyezés
- 1997 ESPN Freeride - Aspen - Big Air - 1. helyezés
- 1997 King of the Hill - Extrém - 2. helyezés
- 1997 US Open - Félcső - 2. helyezés

## Fordítás
- Ez a szócikk részben vagy egészben a Tina Basich című skót Wikipédia-szócikk ezen változatának fordításán alapul.  Az eredeti cikk szerkesztőit annak laptörténete sorolja fel. Ez a jelzés csupán a megfogalmazás eredetét és a szerzői jogokat jelzi, nem szolgál a cikkben szereplő információk forrásmegjelöléseként.